# 北七番丁通り
北七番丁通り（きたななばんちょうどおり）とは、宮城県仙台市青葉区の上杉地区と土橋・柏木地区を東西に結ぶ仙台市道北七番丁線の通称である。仙台市の歴史的町名等活用推進事業により制定された。北七番丁は江戸時代に侍屋敷があった所である。

## ルート
北七番丁通りは、上杉六丁目の宮城県立視覚支援学校敷地角にある朝日神社前（二本杉通との交点）を起点とし、柏木二丁目にあるセブンイレブン前（土橋通との交点）を終点とする路線である。元々は仙台市都心北部の上杉山から八幡町までを一直線で結ぶ道路であったが、堤通雨宮町に第二高等学校（2017年（平成19年）まで東北大学雨宮キャンパス東北大学大学院農学研究科・農学部として存在）が設置されたため東西に分断されることになり、今日に至る。農学部を境に西側を「北七西部」東側を「北七東部」と呼ぶことがある。後者は町内会・子ども会の名称としても使用される。
但し、陸地測量部作製の1888年（明治21年）迅速図によるところでは、北七番丁通は堤通以西についてのみ表記されており、以東は単なる細道扱いである。
行政上の道路名称は、起点〜愛宕上杉通の区間は「仙台市道青葉748号・北七番丁2号線」、堤通〜青葉神社通の区間は「仙台市道青葉749号・北七番丁3号線」、青葉神社通〜終点の区間は「仙台市道青葉747号・北七番丁1号線」である。

### 広義の「北七番丁」
仙台市が推進する「歴史的町名」において、北七番丁通は宮城県立視覚支援学校・朝日神社前の十字路までとなっているが、そこから東照宮方面へ東進し、旧仙台鉄道転用道路（仙台市道青葉1116号・上杉山通小松島線）との交点までの区間も北七番丁に含む場合もある。この区間は、ゴミ集積車や緊急車両等の指定車と、宮城県警の許可を受けた沿道住民の車両（許可車）以外は、終日自動車進入禁止の歩行者専用道路である。ただし、一方通行規制はないため、指定車・許可車は対面通行が可能である。なお、午前7時30分から8時30分の間は愛宕上杉通交点〜附属小学校前〜朝日神社前（北七東部区間）も指定車・許可車以外進入禁止（但し一方通行規制は当該時間も設定されており、指定車・許可車の逆走は認められていない）である。

## 堤通雨宮町新道構想
東北大学が構想中の青葉山旧ゴルフ場へのキャンパス移転により、近い将来東北大学農学部が移転し、跡地の再開発が行われるが、その際分断状態の東西2つの北七番丁を連絡する道路を新設され、起点から終点までほぼ一直線（クランク含む）で結ばれる予定である。ただし、農学部跡地の土地利用については未決定であり、今後の都市計画によっては頓挫することもあり得る。

## 歩道整備・一方通行規制

### 東部
全区間を通して東方面の一方通行である。通りの北側が全て教育施設（西から順に宮城教育大学附属中学校、同附属幼稚園、宮城県立視覚支援学校）及び朝日神社となっており、1車線の狭い道ながら点字ブロック入りの歩道が北側にのみ整備されている。これは、通学時に大量に移動する宮城教育大学の附属学校の生徒及び盲学校の生徒の交通安全のためである。また、付近に盲学校があることから、点字ブロックも数年前に新しい物に付け替えられた。

### 西部
堤通〜勾当台通〜青葉神社通の区間は北七東部や青葉神社通よりも広い幅員であるが、クランクのT字路が狭く、沿道に生協がありトラックの搬入が多い為、一方通行規制が施行されている。なお、仙台市では原動機付自転車を一方通行の対象外とする規定（＜原付・自転車を除く＞と表記）があったが、当該区間と北八番丁（柏木〜堤通）には適用されず、原付も一方通行の対象（＜自転車を除く＞と表記）として規制していた。現在では前者の規定は廃止され、東照宮前の仙台鉄道転用道路を除き全て後者に統一されている。
青葉神社通〜木町通（県道264号として）の区間は北七番丁の中で最も狭く、歩道なしの一方通行規制が施行されている。また、この区間は見通しも悪く、歩行者は歩くのに注意をしなければならない。木町通以西の区間は東北大学歯学部や東北会病院などの医療関連機関があり、北七番丁で唯一、2車線＋歩道が整備されている。ただし歩道に関しては東北大学歯学部の北側の区間のみの整備である。また、この区間はバスも走っており、北七番丁の中ではもっとも交通量の多い区間となっている。）